# Canard de Vouillé
Le canard de Vouillé est une race de canard domestique originaire de la partie vendéenne du marais poitevin.

## Histoire
Ce petit canard, caractérisé par son plastron blanc, serait l'ancêtre du canard de Challans avec le canard de Rouen clair. Il a d'abord vécu à l'état sauvage et a été sélectionné par les huttiers des environs de Vouillé-les-Marais. Ce canard a connu son heure de gloire pour la finesse de sa chair, mais il a failli disparaître à cause de l'élevage intensif à partir des années 1950. S'il a survécu c'est en partie grâce aux chasseurs du marais poitevin qui s'en servent comme canard appelant (appelé aussi amassoire). Ses aptitudes au chant sont donc une caractéristique essentielle. Il doit son nom au petit bourg de Vouillé-les-Marais, où il était commercialisé dans les fermes alentour.

## Standard
- Masse du canard : 1,1 kg ; de la cane : 900 g.
- Corps trapu au dos légèrement bombé et à la poitrine proéminente
- Tête légèrement allongée
- Bec jaune verdâtre et taché chez le mâle avec un onglet noir; chez la femelle bec foncé à noirâtre
- Yeux : iris brun foncé
- Plumage serré à plastron blanc. La gorge est blanche, rejoignant une bavette de forme régulière s'arrêtant à la base de la poitrine. Cette partie blanche du plumage ne doit pas former un collier.
- Existe en deux variétés : noir bronzé, bleu bronzé[2]
- Œufs 50 g minimum, coquille blanc verdâtre[3]
- Baguage :  12 mm pour les deux sexes à deux ou trois semaines
- Standard reconnu le 13 juin 2009[4],[5]

## Élevage
C'est un canard rustique à l'élevage facile qui a juste besoin d'eau courante (étang, cours d'eau ou bassin à l'eau renouvelée), d'un abri pour se protéger des prédateurs et d'une surface herbeuse à parcourir. Les canetons doivent être éjointés le lendemain ou le surlendemain de leur naissance pour ne pas qu'ils s'enfuient avec les canards sauvages.
La reproduction a lieu de février-mars à juillet-août. L'incubation est de vingt-huit jours. Les canes pondent surtout de mars à juin (jusqu'à cinquante œufs si leur nourriture est abondante). C'est un oiseau bruyant. La cane est une bonne pondeuse. Le canard de Vouillé est fort apprécié pour la délicatesse de sa chair.